# Nguyen Cao Ky
Nguyễn Cao Kỳ, född 8 september 1930 i Sơn Tây nu Hanoi, död 23 juli 2011 i Kuala Lumpur i Malaysia, var en vietnamesisk flyggeneral och politiker.

## Biografi
Ky blev chef för flygvapnet 1963 och grep tillsammans med Nguyen Van Thieu makten 1965, sedan diktatorn Ngo Dinh Diem mördats. Han tjänstgjorde som premiärminister i Sydvietnam från 1965 till 1967 och sedan som vicepresident 1967−1969. Han utmanövrerades från politiken av Thieu men var lojal mot denne under hela Vietnamkriget, bland annat under Têt-offensiven och Son My-massakern. År 1975 flydde han till USA.